# Луналило
Луналило рођен (31. јануар 1835 у Хонолулу † 3. фебруар 1874 у Хонолулу) као Вилијам Чарлс Луналило, био је шести монарх Краљевине Хаваја од свог избора 8. јануара 1873. до своје смрти годину дана касније, био је из Династија Камехамеха и Кеоуа Нуи. Због своје популарности и статуса првог изабраног монарха на Хавајима, постао је познат као „Народни краљ“.

## Биографија
Рођен од Кекаулуохи и врховног поглавице Чарлсу Канажини, био је краљевског порекла и унук краља Камехамеха I. Амерички мисионари су га школовали у Краљевској школи, а краљ Камехамеха III га је прогласио подобним за престо. После смрти краља Камехамеха V, изабран је на престо 1873. једногласном одлуком законодавног тела краљевине. Због своје популарности и статуса првог изабраног монаха на Хавајима, постао је познат као „Народни краљ“. Преминуо је годину дана касније од туберкулозе.
Вилијам Чарлс Луналило рођен је 31. јануара 1835. године у двоспратној кући од коралне цигле, подручју познатом као Похукаина, које је данас део палате Иолани у Хонолулу. Његова мајка је била врховни поглаварица Мириам Аухеа Кекаулуохи (касније као регент Каахуману III), а отац врховни поглавар Чарлс Канаина. Био је унук Камехамеха I по крви, а монархов посинак женидбом са мајком. Његова бака је била Кеопуолани, сестра Камехамеха I и омиљене жене, краљице Каахуману. То их је чинило, обојицу рођацима другог рода, као и првим рођаком краља Камехамеха IV краља Камехамеха V, и принцезе Викторије Камамалу преко њихових мајки: Кекаулуохи и Кинау (касније као регент Каахуману II) које су биле полусестре. Луналило се на хавајском језику преводи као Луна (високо) лило (изгубљено) или „толико високо да би се могло изгубити из вида“. Такође је добио име по краљу Вилијаму IV од Велике Британије, великом пријатељу хавајске краљевске породице.
Краљевским указом краља Камехамеха III. Проглашен је успешним и послан у поглавичеву дечју школу (касније названу Краљевска школа) када су је основали мисионари Амос Стар Кок и Џулијет Монтегју Кок. Савладао је енглеску књижевност и био је склон Шекспировим монологима. Према речима једне од његових рођака, Елизабет Кеканиау, Луналило је припреман да преузме гувернерство у Оаху једног дан након Кекуанине смрти.
Пре Великог Махелеа, Луналилови су били на другом месту у поседу имања после Камехамеха III. Као резултат Махелеа, одрекао се 73 посто своје земље. Од 1848. године, у тринаестој години, он је и даље био један од највећих земљопоседника после краља, наследивши земљу и лично имање које је по мајци и баки поклонио Камехамеха I. 1850. Луналило је дао још једну велику количину земље влади, смањивши свој посед на 43 парцеле.
Њежно познат као „принц Бил", био је један од краљевских чланова (поред Калакауа и Лилиуокалани) који су писали музику. Саставио је прву хавајску химну „Е Ола Ке Алиʻи Ке Акуа“, која је била хавајска верзија „Боже, чувај краља“. Песму је написао за петнаест минута на такмичењу које је издавач новина Хенри Витни приредио 1862. године за рођендан Камехамеха IV. Победио је на такмичењу и награђен је са десет долара.
Луналило је служио у Тајном државном савету, саветодавном телу за монарха, од 1863. до 1865. године, за време владавине његовог рођака краља Камехамеха V. Такође је служио у Дому племића, горњем дому законодавног тела, традиционално резервисаном за високе поглавице, од 1863. до 1872. године.

## Будуће невесте
Био је заручен са својом рођаком принцезом Викторијом Камамалу, популарн избор међу Хавајцима, осим Викторијине браће. Која су одбили да се она уда за њега. Њихова деца би надмашила Кућу Камехамеха у породичном рангу (мана). Између њих двоје била су два неуспела покушаја склапања брака. Луналило је за своју несретну љубав компоновао хавајску песму „Алкоки“. Након Викторије, кратко се удварао за руку Лилиʻуокалани, али она је раскинула веридбу по савету Камехамеха IV. Лилиʻуокалани се на крају венчала са Американцем Јохном Овеном Доминисом, а принцеза Викториа је умрла неудата и без деце у доби од 27 година 1866. Још једна потенцијална невеста била је рођака по мајци Мириам Аухеа Кекаулуохи Кровнингбург, која се уместо њему удала за немачко-америчког досељеника.
Током његове владавине као краља, било је предложено да се венча са краљицом Емом, удовицом Камехамеха IV, али тај предлог је пропао због преданости краљице Емме свом покојном супругу. Остали су пријатељи и причало се да је размишљао да њу именује својом наследником пре него што је умро. Према Емином рођаку Петеру Каеу, било је гласина да ће се краљ оженити тахићанком из Бора Боре. Иако се никада није женио, краљ је за љубавницу узео Елизу Мек (1832—1888), ћерку Хапа-Хаоле капетана Џона Мека, лучког пилота Хонолулуа, и снају његовог коморника Хоракеа Крабеа.

## Избори
Краљ Камехамеха V, последњи од краљева Камехамеха, умро је 11. децембра 1872. без именовања наследника. Према уставу Краљевине из 1864. године, ако краљ не одреди наследника, законодавац ће изабрати новог краља од прихватљивих хавајских краљевских породица које су још увек живе. Други кандидат био је Давид Калакауа. Луналило је био популарнији од њих двојице. Његов деда био је Калаимамаху, полубрат Камехамеха I, па је био рођак краља Камехамеха V. Његова бака је била краљица Калакуа Кахеихеималие, сестра краљице Каахуману. Због тога су многи људи веровали да престо с правом припада Луналилу, јер је једина особа која је ближе повезана са Камехамеха V, Бернике Пауахи Бишоп, је јасно ставила до знања да не жели престо. Други кандидат била је принцеза Рут Келиколани која је била полусестра краља Камехамеха V. Била је омиљена међу хавајским поглавицама због тога што се држала старих хавајских обреда. Била је гувернанта Хаваја и одбила је да говори енглески иако је течно говорила на њему. Међутим, њено родословље било је превише контроверзно и мало људи ју је сматрало погодном за престо. Остали су Калакауа и Луналило, а од њих двојице, Луналило је био веома фаворизован. Луналилова популарност била је толико велика да су неки људи веровали да је Луналило могао једноставно ушетати у главни град и прогласити се краљем. Луналило је, међутим, инсистирао да се поштује устав. Шест дана након смрти Камехамеха V издао је следећу поруку: 
„Иако је пожељно консултовати жеље хавајског народа у вези са престолонаследником, упркос томе што сам законски наследник престола по наследном закону, у циљу одржавања мира и хармоније и доброг реда, одлуку о мом праву желим потчинити гласу народа“. — Луналило
Луналило је, за разлику од свог конзервативнијег противника, желео да измени устав како би владу учинио демократичнијом уклањањем власничких квалификација за право гласања. Одлучено је да ће се одржати народни избори који ће дати људима прилику да дају свој глас. Међутим, пошто је устав законодавцу дао моћ да одлучи ко ће бити следећи краљ, народни избори били би незванични. Луналило је подстицао народ краљевине да дају свој глас.
Референдум је одржан 1. јануара 1873. године, а Луналило је победио великом већином. Следеће недеље, законодавно тело је једногласно изабрало Луналила за краља. Нагађало се да је разлог једногласног гласања био тај што је свако законодавно тело морало да се потпише на полеђини гласачког листића и да се законодавац плашио кршења жеља људи. Краљица Емма је касније у писму написала да су стотине Хавајаца биле спремне да растргну свакога ко се успротиви Луналилу.
На Луналиловој церемонији крунисања 9. јануара 1873. у цркви Каваиаха, двориште је било пуно и велика гомила је гледала споља. Будући да је Луналилова популарност била тако велика и да је постао први краљ демократским процесом, постао је познат као „Краљ народа“

## Владавина као краљ
Када је Луналило преузео краљеве дужности, почела је да се дешава велика промена у владиној политици. Његов претходник, Камехамеха V, провео је своју владавину проширујући овлашћења своје канцеларије и покушавајући да обнови апсолутну монархију свог деде, Камехамеха I. Луналило, је међутим провео своју владавину покушавајући да хавајску владу учини демократичнијом. Прво је писао законодавном телу препоручујући измену устава. Желео је да преокрене неке промене које је његов претходник направио када је доносио устав из 1864. године.
На пример, пре 1864. године, законодавство краљевства састајало се од два дома: племићког и представничког дома. Чланове племићког дома именовао је краљ, а представнике бирао је народним гласањем. Луналило је служио у племићком дому од 1863. до 1872. године. Под краљем Камехамеха V, два законодавна дома су била обједињена у један. Луналило је желео да обнови дводомно законодавно тело. Такође је желео да у устав уврсти одредбу која од краља захтева да дода писану изјаву која прати краљев вето. Желео је да се министри из владе саслушају у представничком дому.
Краљ је такође желео да побољша економску ситуацију на хавајима. Краљевина је била у економској депресији, а индустрија китолова нагло је пропадала. Трговинске групе затражиле су од краља да се позабави шећером ради побољшања економије и препоручиле су да се потпише уговор са Сједињеним Државама који ће омогућити да хавајски шећер уђе у земљу без пореза. Да би склопили такав уговор, многи су мислили да ће краљевство у замену морати да понуди Сједињеним Државама подручје Перл Харбор. Ово је било предмет контроверзне расправе како у јавности тако и у законодавном телу. Када је Луналило видео ову опозицију, одустао је од предлога.
Током Луналилове владавине догодила се побуна у малој хавајској војсци. Неки припадници војске побунили су се против мајстора бушења и генерал-ађутанта. Краљ је интервјуисао трупе укључене у побуну и наговорио их да одложе оружје. После овога, краљ је распустио војску. Од тог тренутка, Краљевство није имало оружане снаге док их краљ Калакауа није обновио.

## Болест и смрт
Краљ Луналило имао је неке лоше здравствене навике; на пример, био је алкохоличар. Отприлике августа 1873. Луналило је добио јаку прехладу која се развила у плућну туберкулозу. У нади да ће повратити своје здравље, преселио се у Кајлуа (округ Хаваји). Неколико месеци касније, 3. фебруара 1874, умро је од туберкулозе у 39. години у Хаимоеипу, својој приватној резиденцији у Хонолулу. Луналило је владао годину и двадесет и пет дана.
На самрти је затражио сахрану у цркви Каваиахао у просторијама цркве. Рекао је да жели да га „сахране поред (мојих) људи, а не поред краљева и поглавица" у Краљевском маузолеју у долини Нуану. До тога је дошло због заваде између Луналила и породице Камехамеха због искључења његове мајке Кекаулуохи са листе краљевских лица која ће тамо бити сахрањена. Тако су 23. новембра 1875. године његови посмртни остаци однети из Маузолеја, где се он одмарао привремено чекајући завршетак Маузолеја Луналило, до завршене гробнице на тлу цркве Каваиахао. Његов отац је затражио другу сахрану и поздрав од 21 пушке од Калакауа као током његове прве сахране. Калакауа је приредио другу сахрану, али је одбио да поздрави са 21 пушком. Током ове поворке, извештаји очевидаца изјавили су да је настала изненадна олуја и да је двадесет и један брзи удар грома одјекнуо преко Хонолулуа који је постао познат као „поздрав од 21 пушке“.
Као и његов претходник, Луналило није одредио престолонаследника. Говорило се да је намеравао да га наследи краљица Ема, али је умро пре него што је могло да се изда формално проглашење. Најраспрострањеније објашњење овог одлагања односи се на његова демократска начела: желео је да народ изабере свог следећег владара. Међутим, устав из 1864. године задужио је законодавно тело, а не народ, да изаберу следећег краља. На крају, је Калакауа изгласан као краљ из Династије Калакауа за наследника Луналила. Избори су изазвали нереде у судници у Хонолулу у којима су присталице краљице Еме циљали законодавце који су подржавали Калакауа; тринаест законодаваца је повређено, од којих је Ј. В. Лоноаеа једини умро од повреда.

## Наслеђе
У свом тестаменту Луналило је ставио на располагање земљиште за изградњу Дома Луналило, првог непрофитног фонда успостављеног од стране хавајског Али'и фонда за смештај сиромашних, и немоћних људи хавајског порекла, са тим да се предност даје старијим људима.